# Louis Raemaekers
Louis Raemaekers (Roermond, 6 april 1869 – Scheveningen, 25 juli 1956) was een Nederlands tekenaar. Hij kreeg in de Eerste Wereldoorlog grote bekendheid als politiek tekenaar, eerst met zijn prenten in De Telegraaf, later voor de publicaties die hij maakte voor het Britse propagandabureau Wellington House. Na de dood van Louis Raemaekers in juli 1956 verscheen een necrologie in de The Times (Londen): ‘Het is gezegd dat Louis Raemaekers de enige privépersoon was, die een waarlijke en grote invloed heeft uitgeoefend op het verloop van de Eerste Wereldoorlog. Er waren een tiental mensen – keizers, koningen, staatslieden en legerleiders – die ontegenzeglijk het beleid vormden en de leiding hadden. Maar buiten die cirkel van grootheden, was Louis Raemaekers de enige man die, zonder titel of status – en zonder enige twijfel – het lot van de volkeren heeft bepaald.'

## Biografie
Louis Raemaekers werd geboren in een liberaal gezin met veel belangstelling voor kunst en toneel. Al jong viel Raemaekers op door zijn tekentalent. Hij maakte portretten, landschappen en stadstaferelen en had een voorkeur voor een vrij kunstenaarsbestaan. Zijn vader drong echter aan op een tekenopleiding. Hij volgde onder meer lessen aan de Gemeente Teekenschool in Roermond en van 1891 tot 1893 aan de Rijksnormaalschool voor Teekenonderwijzers en de Rijksschool voor Kunstnijverheid, beide in Amsterdam, bij Jacobus Roeland de Kruijff. In 1894 werkte hij enige tijd in Brussel, waar hij overdag opleiding volgde in het atelier van Ernest Blanc-Garin en 's avonds de Académie Royale des Beaux Arts bezocht.
In 1895 ging hij naar Wageningen, waar hij directeur en tekenleraar werd aan de Avondteekenschool voor Ambachtslieden. In 1896 werd hij ook nog tekenleraar aan de Rijkslandbouwschool en in 1899 aan de plaatselijke HBS. Daarnaast werkte Raemaekers als boekillustrator en boekbandontwerper. In deze tijd werkte hij ook voor zichzelf en hij nam deel aan tentoonstellingen die in de pers overwegend goed beoordeeld werden. Hij schreef en illustreerde twee prentenboeken Guitenstreken van Pim, Piet en Puckie (1905), die aanleiding vormden voor het Algemeen Handelsblad om Raemaekers uit te nodigen regelmatig politieke tekeningen te leveren. Na een overstap in 1909 naar De Telegraaf kwam drie jaar later een eind aan Raemaekers Wageningse tijd. Hij nam ontslag van zijn leraarsfuncties, verhuisde met zijn gezin naar Haarlem en ging volledig op in zijn politieke tekenkunst. Naast de politieke prenten, die bijna dagelijks in de krant verschenen, werden verschillende bundels van zijn werk gepubliceerd.

## De Eerste Wereldoorlog
Het uitbreken van de Eerste Wereldoorlog betekende een ommekeer. Raemaekers was geschokt door de inval van de Duitsers in het neutrale België en hij koos partij tegen Duitsland en voor de geallieerden. Hij vormde zich een mening op basis van reportages van journalisten die in België de situatie gingen bekijken, van foto's en van verhalen van Belgische vluchtelingen. Zijn meest aangrijpende prenten dateren uit die eerste maanden van de oorlog. Zijn boodschap was duidelijk: Nederland kon in de ogen van Raemaekers niet neutraal blijven. In de maanden die volgden bleven zijn prenten niet onopgemerkt. De Duitsers eisten maatregelen wegens schending van de neutraliteit, maar de Nederlandse regering kon niet of nauwelijks ingrijpen omdat het land niet in staat van beleg was. Hier en daar werden prenten en albums in beslag genomen. Hoofdredacteur Kick Schröder die zich in het kielzog van Raemaekers ook kritisch uitliet over de oosterburen, werd zelfs om die reden aangeklaagd en twee weken in de gevangenis opgesloten. Hij werd uiteindelijk vrijgesproken. In de herfst van 1915 kreeg Raemaekers te horen dat de Duitsers een prijs van twaalfduizend mark op zijn hoofd hadden gezet, een verhaal waarvan de bron onduidelijk is, maar dat wel het gewenste effect heeft gehad. Tot op de dag van vandaag wordt deze anekdote gebruikt om aan te geven hoe de Duitsers over de tekenaar en zijn werk dachten.

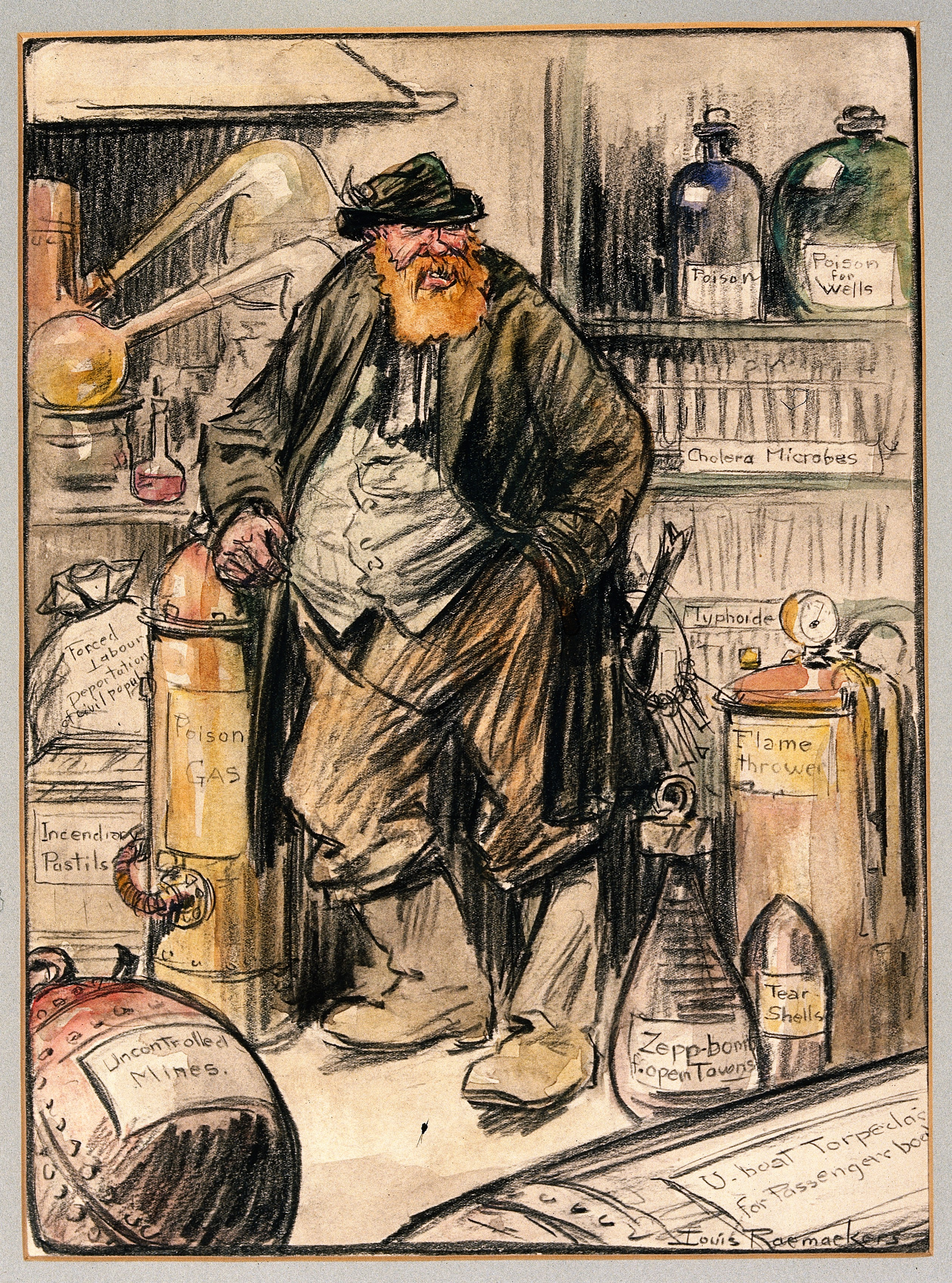
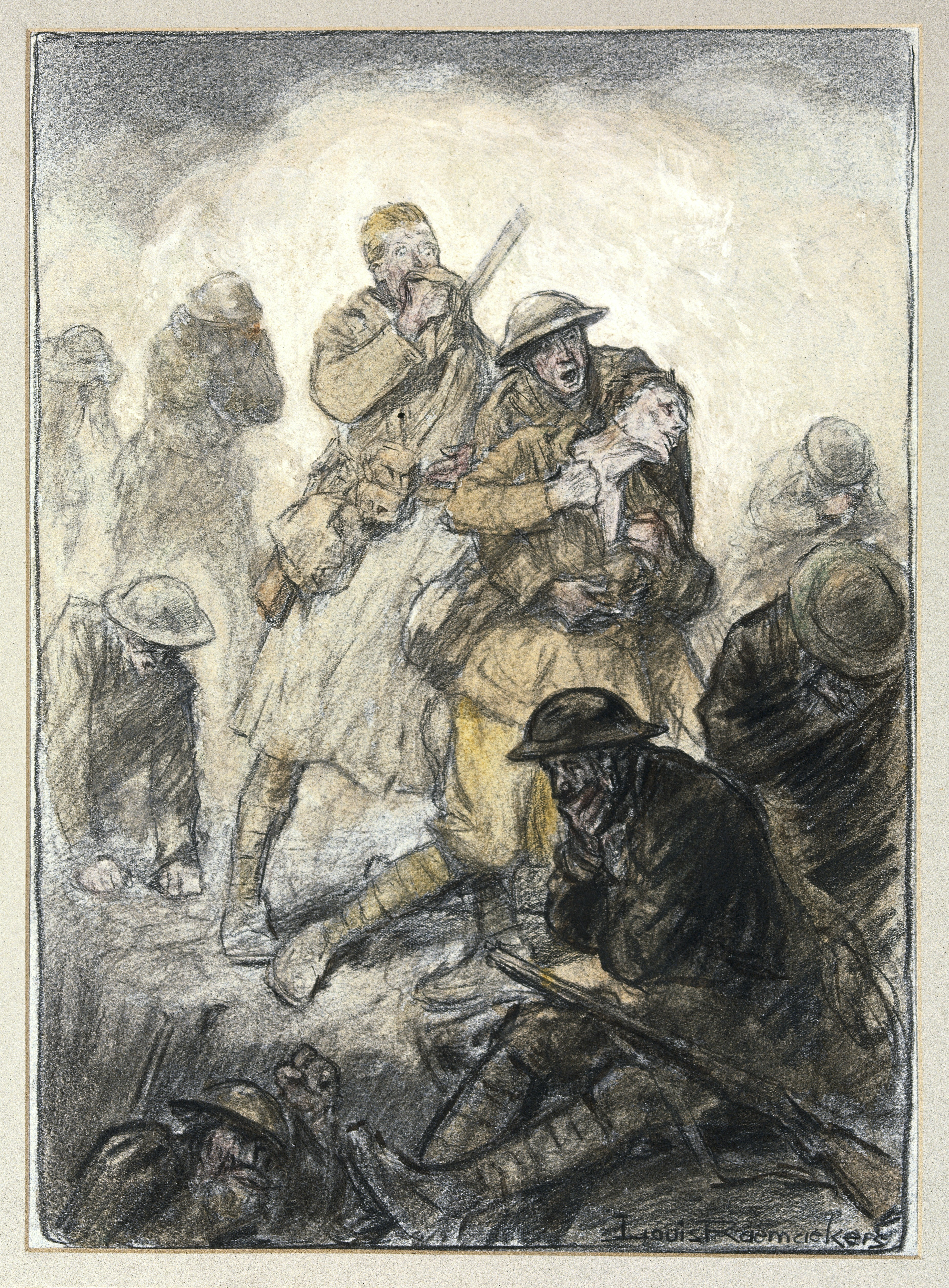
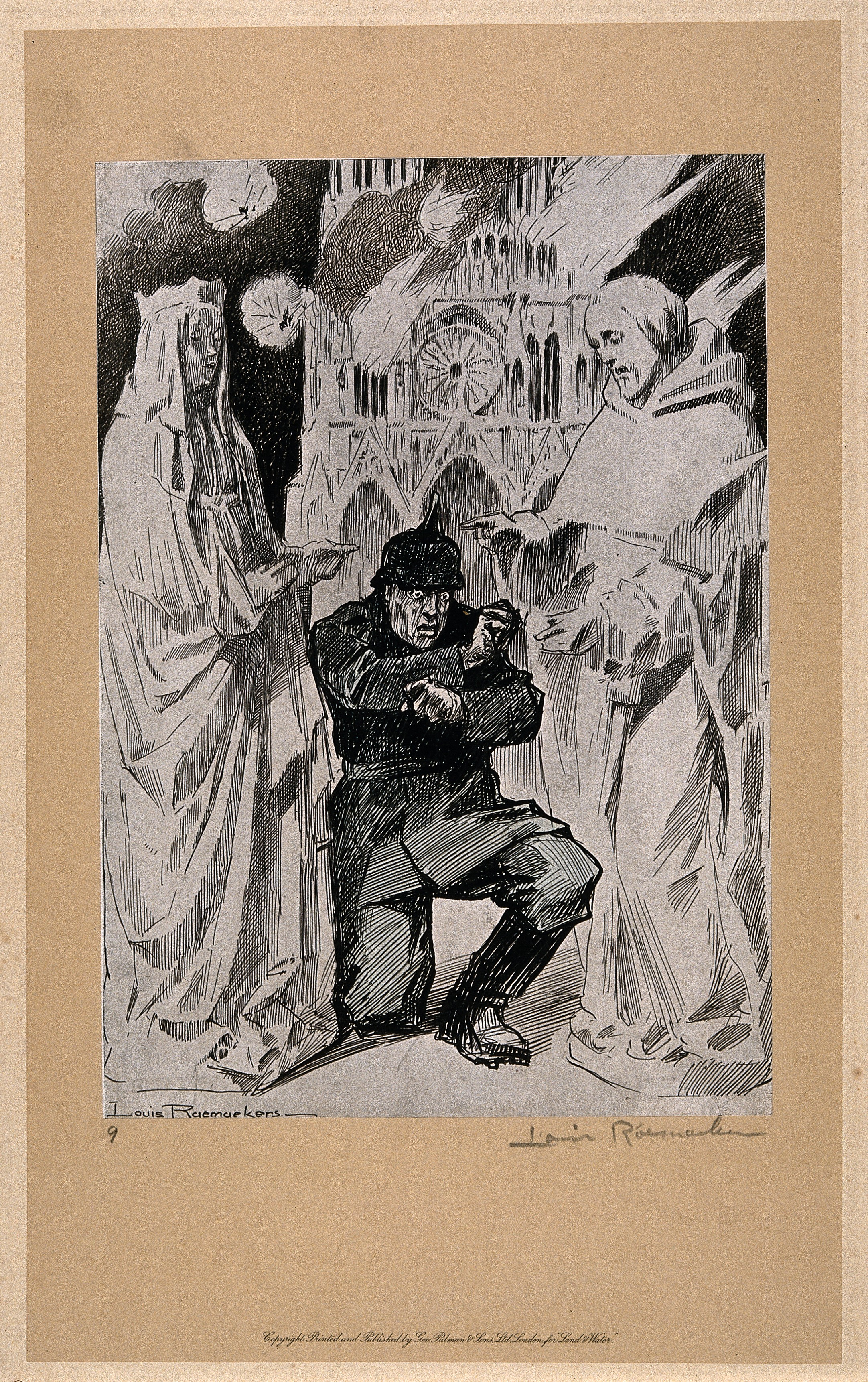
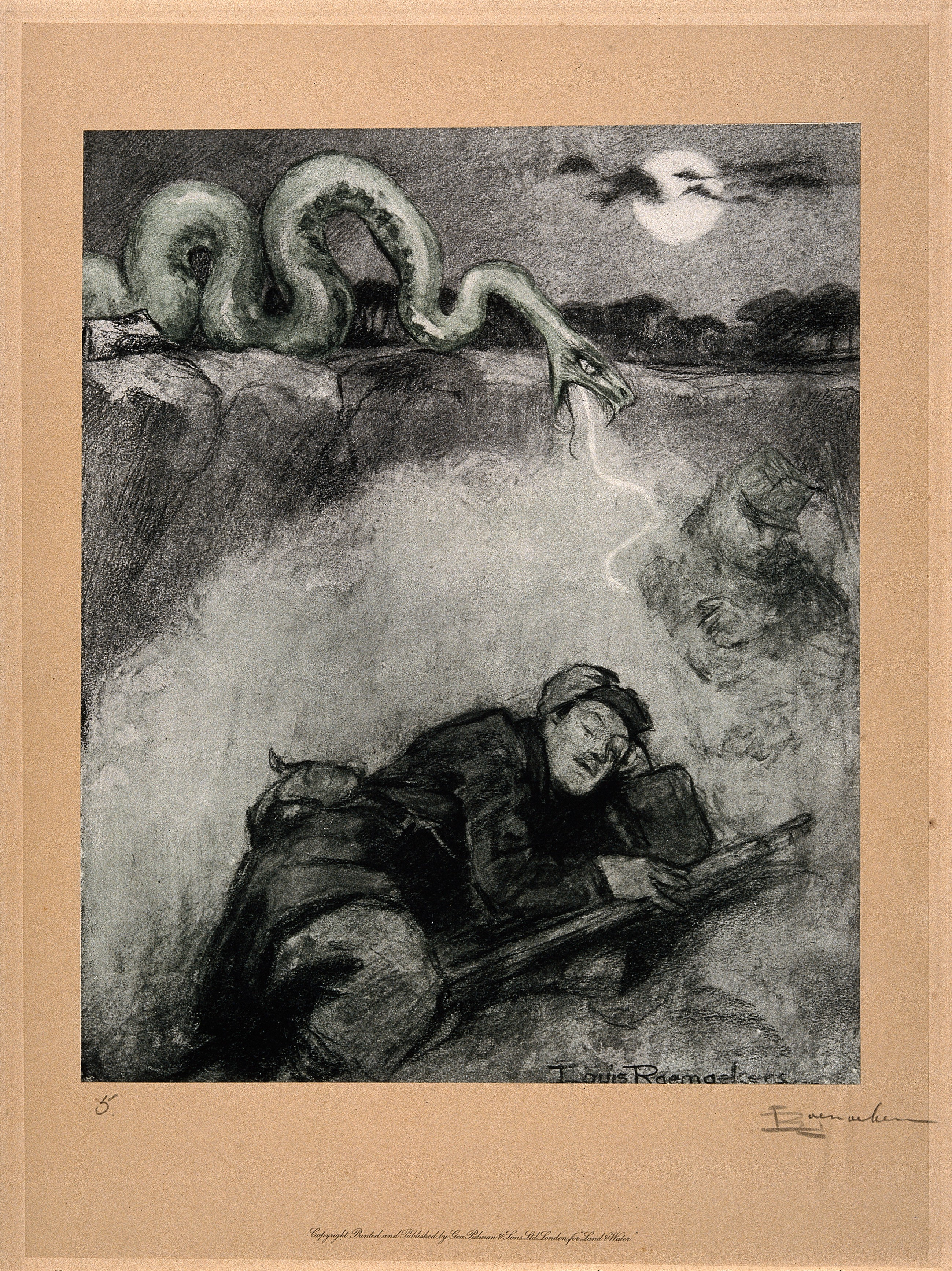
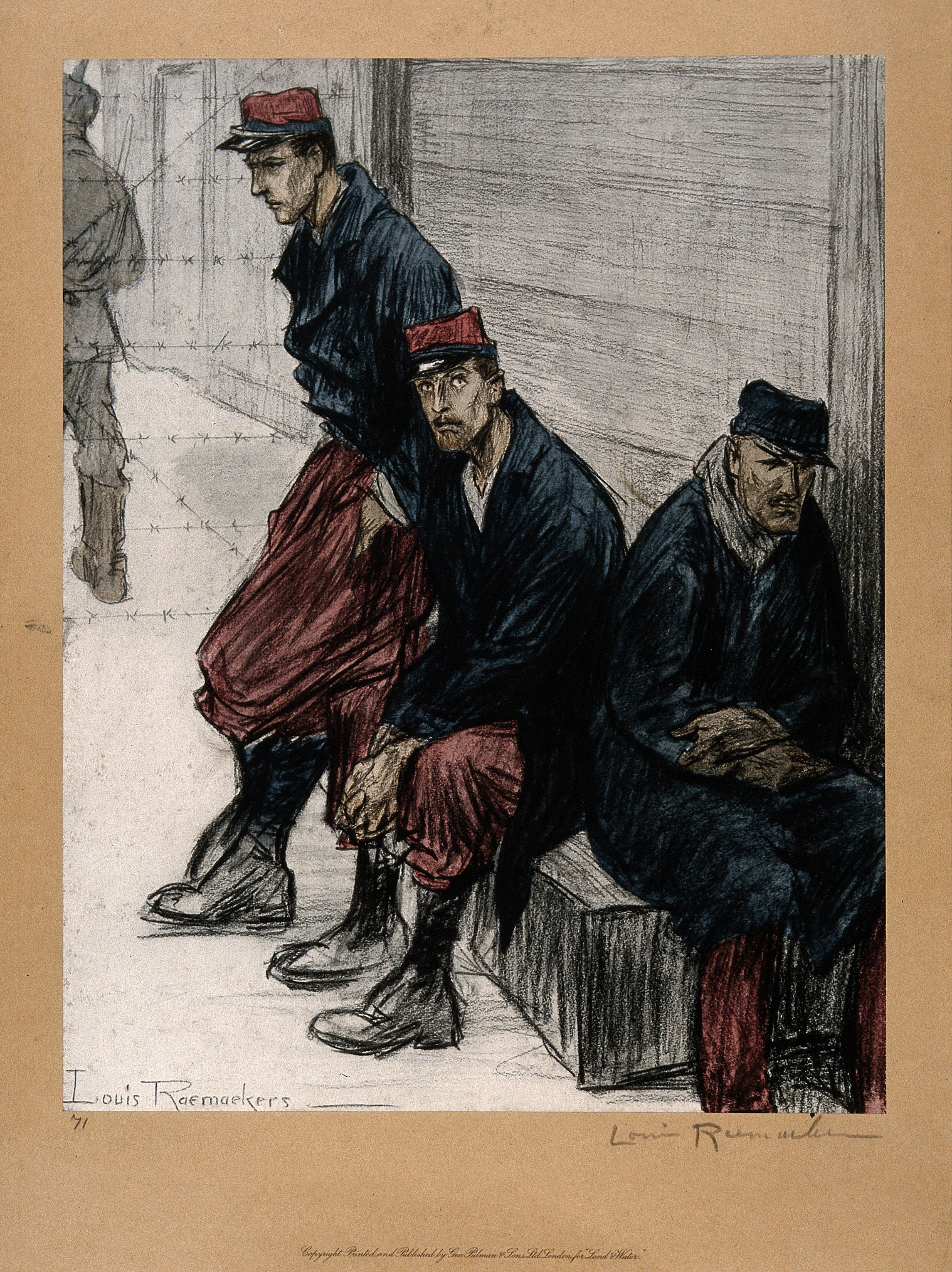

## Engeland en Frankrijk
Raemaekers' tekeningen werden vanaf 1915 ook in het buitenland verspreid. In Frankrijk in een aantal bundels met prentbriefkaarten; in Engeland op een grote tentoonstelling in Londen. Een overweldigend succes viel hem te beurt. In beide landen werden hem contracten aangeboden: in Engeland door de Daily Mail en in Frankrijk door Le Journal. In Frankrijk liet journalist en prentverzamelaar John Grand-Carteret zijn oog op het werk van Raemaekers vallen. Hij besloot diens prenten aan het Franse volk te presenteren en publiceerde ze in verschillende tijdschriften. De grote manifestatie in februari 1916 in Parijs, waarbij de Franse tekenaar Jean-Louis Forain hem de Legioen van Eer opspeldde, was hiervan het resultaat.
Eind 1915 was Raemaekers in Londen het gesprek van de dag, zelfs in het parlement. Toen even later een album met zijn werk verscheen, schreef de premier van Engeland Herbert Asquith het voorwoord: 'Raemaekers toont ons de vijand in de ogen van een staatsburger uit een neutraal land'. Direct bij de aanvang van de oorlog had Asquith een propagandabureau opgericht, dat in het geheim opereerde onder de schuilnaam Wellington House. Directeur Charles Masterman nodigde een twintigtal schrijvers uit om boeken, artikelen en pamfletten te maken om in neutrale landen te verspreiden. Het meest doeltreffend was het Bryce Report, dat in mei 1915 verscheen en vervolgens in dertig talen is vertaald. In het rapport, dat gebaseerd was op verhalen van Belgische vluchtelingen, deed het Bryce Committee verslag van de Duitse gruweldaden in België in de eerste maanden van de oorlog. Na de succesvolle tentoonstelling nam Wellington House contact op met Raemaekers en begin 1916 verscheen het eerste album: Raemaekers Cartoons. Het is een goedkoop uitgevoerd pamflet van veertig pagina's dat aan soldaten die naar het front vertrokken werd meegegeven. Hoewel de prenten voor de publicatie van het Bryce Report zijn verschenen, handelen zij over dezelfde situaties. Volgens een Duitse bron werden deze pamfletten in groten getale aangetroffen bij geallieerde oorlogsgevangenen. 
Na de Engelse editie is Raemaekers Cartoons vertaald in achttien talen en in enkele miljoenen exemplaren gedistribueerd in neutrale landen. Tegelijkertijd werden over de hele wereld enkele honderden tentoonstelling georganiseerd; na Engeland en Frankrijk in Zwitserland, Italië, Spanje, Baskenland, Portugal, Griekenland, Rusland, Canada, de Verenigde Staten, Brazilië, Argentinië, Chili en Nederland. Nog steeds in Engeland werden ook initiatieven genomen voor andere vormen van propaganda. Pakjes sigaretten werden verstevigd met sigarettenkaartjes waarop honderdveertig prenten van Raemaekers; deze werden vervolgens aan soldaten uitgedeeld. Vrouwen uit aristocratische kringen organiseerden middagen waarbij prenten van Raemaekers in de vorm van tableaux vivants werden vertoond. Duitsland reageerde vooral fel op de verspreiding van de pakjes sigaretten. Dagblad De Tijd citeerde uit de Kölnische Volkszeitung: 'Men moet zich de gevolgen van zulk eene propaganda helder voorstellen. Vijftig millioen paar oogen zien den keizer en het Rijk met Raemaekers oogen'.

## Verenigde Staten
Louis Raemaekers tekende in 1915 en 1916 regelmatig prenten over de houding van de Amerikaanse president Woodrow Wilson, een goede aanleiding voor Wellington House om Raemaekers' agent James Murray Allison naar Amerika te sturen om de verspreiding van diens werk te verzorgen. Na zes maanden was het resultaat nog mager. De politieke elite aan de oostkust was onder de indruk van zijn werk, maar zelfs na de Amerikaanse oorlogsverklaring in april 1917 was de rest het land nog nauwelijks op de hand van de geallieerden. De oplossing was helder: de aanwezigheid van de meester zelf moest de oplossing brengen. Raemaekers arriveerde in juli 1917 in New York en tekende meteen een contract met het syndicaat van krantenmagnaat William Randolph Hearst. Een even discutabele als geniale zet: de International News Service was op de hand van Duitsland. Het idee kwam van de tekenaar zelf: 'het is het meest doeltreffend om mijn tekeningen te tonen aan lezers die keer op keer pro-Duitse artikelen onder ogen krijgen', zei hij. De prenten van Raemaekers zijn gepubliceerd in meer dan tweeduizend kranten, enkele tientallen miljoenen exemplaren zijn iedere maand onder de lezers verspreid. De Amerikaanse pers noemde hem 'the world’s most famous cartoonist'. Raemaekers maakte een rondreis door Amerika en hij werd ontvangen door president Woodrow Wilson en door oud-president Theodore Roosevelt, die grote bewondering had voor zijn tekeningen. Roosevelt noemde de prenten van Raemaekers de 'meest indrukwekkende van de achtenswaardige bijdragen van neutrale partijen aan de beschaving tijdens de Wereldoorlog'. Dankzij zijn aanwezigheid groeide het aantal exposities en steeg de verkoop van albums en tekeningen met de dag. Het doel van de missie: het Amerikaanse volk de 'waarheid' van de oorlog onder ogen brengen, is bereikt: de publieke opinie die eerder oordeelde dat het land zich niet in die verre oorlog moest mengen, kantelde in het voordeel van de geallieerde naties.
Raemaekers keerde in november terug naar Engeland. Een jaar later tekende hij de laatste prent met de Duitse keizer Wilhelm II voor De Telegraaf: deze droogt zijn krokodillentranen met een zakdoekje van koningin Wilhelmina. Zij gaf hem toestemming om zich na de oorlog te vestigen in Nederland. Wilhelm woonde tot zijn dood in 1941 in Huize Doorn. 
In 1922 verleende de universiteit van Glasgow Raemaekers een eredoctoraat, uit erkenning voor zijn belangrijke bijdrage aan de beïnvloeding van de publieke opinie in de Verenigde Staten.

## Werk na de Eerste Wereldoorlog
Na de oorlog vestigde Raemaekers zich in Brussel, waar hij werkte voor de dagbladen Le Soir en De Telegraaf. In 1919 restaureerde Raemaekers de tekeningen van Victor de Stuers in het Leidse academiegebouw. Zelf tekende hij de wachtende student in het zweetkamertje. In 1933 kondigde De Telegraaf aan dat Raemaekers de tekeningen gaat maken voor de stripreeks Flippie Flink (Nederlandse stripreeks) op teksten van Clinge Doorenbos. In praktijk heeft zijn zoon Robert het overgrote deel van deze serie getekend. In Nederland waardeerde men hem minder vanwege vermeend onvaderlandslievend gedrag. In de jaren dertig van de twintigste eeuw kantte Raemaekers zich opnieuw fel tegen Duitsland. Het uitbreken van de Tweede Wereldoorlog was aanleiding om in 1939 te verhuizen naar Engeland en in 1940 naar de Verenigde Staten. Na de oorlog keerde Raemaekers terug naar België; in 1953 kwam hij terug naar zijn geboorteland, waar hij in 1956 te Scheveningen overleed.
Tentoonstellingen in Maastricht in 1938 en Roermond in 1949 brachten hem uiteindelijk toch erkenning in eigen land. In 2006 vond een herdenking plaats ter gelegenheid van het vijftigste sterfjaar van Raemaekers, met een tentoonstelling in het Stedelijk Museum te Roermond. Het historisch museum De Casteelse Poort te Wageningen wijdde van november 2012 tot maart 2013 een tentoonstelling aan Raemaekers.

## Orden, onderscheidingen en erediploma's
Louis Raemaekers ontving tijdens zijn leven de volgende orden en onderscheidingen:
- Ridder in de Nationale Orde van het Legioen van Eer, Frankrijk (1916)
- Fellow Honoris Causa of The Royal Society of Literature of the United Kingdom (1916)
- Poilu d'Honneur de la Ligue des Poilus de France, Frankrijk (1916)
- Membre d'Honneur de la Presse Internationale, Parijs (1916)
- Erelid The Saintsbury's Club, Londen (1917)
- Erelid The Three Arts Club, Londen (1917)
- Erelid The Royal Society of Miniature Painters, London (1917)
- Erelid van de Bond van Neutrale Landen (1918)
- Ridder van de Leopoldsorde, België (1920)
- Doctor Iuris Honoris Causa Universiteit van Glasgow, Groot-Brittannië (1922)
- Officier in de Nationale Orde van het Legioen van Eer, Frankrijk (1925)
- Commendeur in de Orde van de Italiaanse Kroon, Italië (1927)
- Commandeur in de Orde van de Kroon, België (1929)
- Commandeur in de Orde Polonia Restituta, Polen (1929)
- Commandeur in de Orde van de Drie Sterren, Letland (1929)
- Commandeur in de Orde van Sint-Sava, Servië (1933)
- Officier in de Orde van Oranje-Nassau, Nederland (1934)
- Commandeur in de Orde van Groothertog Gediminas van Litouwen, Litouwen (1935)
- Fellow of the Royal Society for the Encouragement of Arts, Manufatures and Commerce, Groot-Brittannië (1937)
- Erelid International Marc Twain Society, Saint Louis, U.S.A. (1937)
- Ereburger Roermond, Nederland (1949)
- Louis Raemaekersbrug, Roermond (2017)

## Nalatenschap en actuele waarde van het werk van Louis Raemaekers
Het grootste deel van de nalatenschap van Raemaekers, waaronder prenten en correspondentie, bevindt zich in de Hoover Institution Library and Archives, gelegen op de campus van de Stanford-universiteit in Californië. In Nederland is werk van hem te vinden in de collecties van het Persmuseum en Atlas Van Stolk. 
Stichting Louis Raemaekers ontsluit op geregelde tijdstippen schilderijen, tekeningen en andere objecten afkomstig uit de nalatenschap van de tekenaar via tentoonstellingen, publicaties en haar website.

Van 29 november 2014 tot 12 april 2015 was in het Limburgs Museum in Venlo de tentoonstelling 'Ten strijde met potlood en pen': Louis Raemaekers (1869-1956) herontdekt,  te bezichtigen. De tentoonstelling werd georganiseerd in samenwerking met Stichting Louis Raemaekers. In het Cuypershuis in Roermond organiseerde de stichting gelijktijdig een kleine expositie van zijn werk onder de titel Louis Raemaekers: van Roermondenaar tot wereldburger.

## Selectie van werk met politieke prenten van Raemaekers uit de Eerste Wereldoorlog
- Satirieke kaart van Europa. “Het gekkenhuis (oud liedje, nieuwe wijs)”. [Prent van Louis Raemaekers.] Utrecht (J.G. Broese) 1914.
- Het Toppunt der Beschaving. Autotypiën naar teekeningen [van Louis Raemaekers]. 7 Delen. Amsterdam (Uitgevers-Maatschappij “Elsevier”) 1914-1917.
- Wereld-wee. Acht prenten naar Louis Raemaekers. Antwerpen (De Nederlandsche Boekhandel) 1914.
- Dessins d’un Neutre. [Album briefkaarten met prenten van Louis Raemaekers; meerdere series]. Amsterdam (Elsevier) 1915.
- Lest we forget. Raemaekers war cartoons. 136 sigarettenplaatjes bij Black Cat Cigarettes. Londen & Montreal (Carreras limited), s.d. [1916-1918].
- The “Land and Water” Edition of Raemaekers Cartoons. Francis Stopford. 26 Parts in 2 delen. Londen (Land and Water) 1916[-1917].
- Raemaekers Cartoons. Londen [etc.] (Hodder & Stoughton) [1916].
- The Great War: a Neutral’s Indictment. The first twelve Months. One hundred Cartoons by Louis Raemaekers. Londen (The Fine Art Society) 1916.
- The Century Edition de Luxe of Raemaekers’ War Cartoons. Foreword by Theodore Roosevelt. Ed. J. Murray Allison. 2 Delen. New York (The Century Co.) 1917.
- Raemaekers’ Cartoon History of the War. Ed. J. Murray Allison. 3 Delen. New York (The Century co.) 1918/1919.